# Rivalità calcistica Argentina-Uruguay

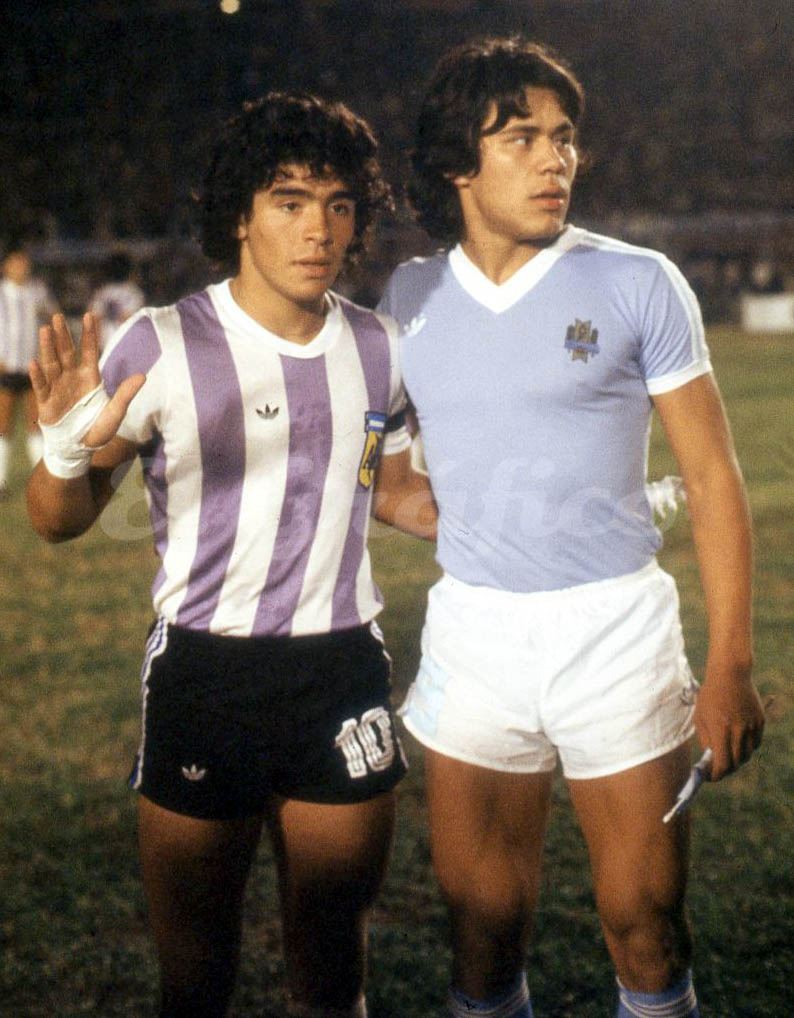
Diego Maradona e Rubén Paz nel Campionato sudamericano U-20 del 1979

La rivalità calcistica Argentina-Uruguay (nota anche come Clásico del Río de la Plata) è una rivalità sportiva altamente competitiva che esiste tra le squadre nazionali di calcio dei due paesi, nonché tra i rispettivi gruppi di tifosi. Le partite tra le due squadre, anche quelle che sono solo amichevoli, sono spesso contrassegnate da incidenti notevoli e talvolta controversi. Il 20 luglio 1902, entrambe le squadre giocarono la prima partita internazionale al di fuori del Regno Unito, con l'Argentina che vinse per 6-0.
Questo derby è il più giocato nella storia del calcio, con 194 partite ufficiali fino ad oggi. L'Argentina ne ha vinte 89, l'Uruguay 59 e 46 si sono concluse con un pareggio.

## Storia

### Antefatti
Il calcio è stato introdotto molti anni fa in entrambi i paesi, essendo la prima partita giocata in Argentina il 20 giugno 1867, con la costituzione del Buenos Aires Football Club, la prima squadra di calcio non solo in Argentina ma in Sud America. In Uruguay, il calcio era stato introdotto nel 1870. L'Argentina organizzò il suo primo campionato, la Primera División, nel 1891 mentre l'Uruguay tenne il suo primo torneo nazionale, chiamato anch'esso Primera División, nel 1900.
Entrambi i paesi si consideravano rivali a causa della loro vicinanza. Inoltre, le associazioni argentina ed uruguaiana sono state le prime in Sud America ad organizzare insieme le prime competizioni internazionali nel Río de la Plata, come la Tie Cup (1900) o la Copa de Honor Cousenier (1905), giocata dai campioni di ciascuna federazione.

### La prima partita
Sebbene la prima partita mai registrata tra Argentina e Uruguay sia stata giocata il 16 maggio 1901, questa non è considerata una partita ufficiale poiché la partita non venne organizzata dalla Federcalcio uruguaiana ma dall'Albion F.C. nel suo campo di casa a Paso del Molino. La squadra uruguaiana aveva nove giocatori di quel club e il resto del Nacional. L'Argentina vinse la partita 3-2.
Infatti, la prima partita ufficiale si svolse nella stessa sede, il 20 luglio 1902, con l'Argentina che batté l'Uruguay 6-0. La formazione argentina era composta da: José Buruca Laforia; William Leslie, Walter Buchanan; Eduardo Duggan, Ernesto Brown, Carlos J. Buchanan; Juan O. Anderson, Edward O. Morgan, Carlos Edgar Dickinson, Juan José Moore (cap.), Jorge Brown. I giocatori provenivano dall'Alumni (5 giocatori), dal Quilmes (2), dal Belgrano A.C. (2), dal Lomas (1) e dal Barracas A.C. (1).
La formazione uruguagia era composta da: Enrique Sanderson; Carlos Carve Urioste, Germán Arímalo; Miguel Nebel (cap.), Alberto Peixoto, Luis Carbone; Bolívar Céspedes, Gonzalo Rincón, Juan Sanderson, Ernesto Boutón Reyes, Carlos Céspedes. La squadra era formata da otto giocatori del Nacional e 3 dell'Albion. Non c'erano giocatori del CURCC in Uruguay perché il club gli impedì di giocare. Le reti vennero segnate da Dickinson, Arímalo, Morgan, Carve Urioste, Anderson e J. Brown.

### Le prime competizioni
Nel 1905, Argentina e Uruguay disputarono la prima edizione della Copa Lipton. Il trofeo era stato donato dal magnate scozzese del tè Thomas Lipton con la condizione che le squadre fossero composte solo da giocatori nativi. Il torneo venne disputato su base annuale tra il 1905 e il 1992. Il decennio del 1910 è considerato "l'età d'oro" della competizione, poiché Argentina e Uruguay erano le squadre predominanti in Sud America da allora e la Copa Lipton era la competizione più importante per entrambe le squadre, considerando che la CONMEBOL non venne istituita fino al 1916.

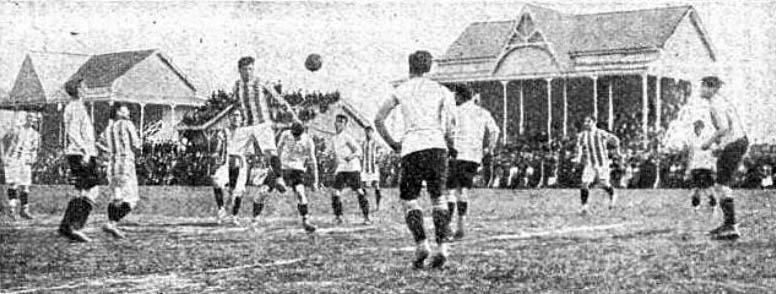
Partita della Copa Newton giocata al Racing Club nel 1912

Un'altra competizione degna di nota per entrambe le squadre fu la Copa Newton, disputata per la prima volta nel 1906 e continuata su base annuale fino al 1930. Da allora venne giocata solo sporadicamente, con l'ultima edizione disputata nel 1976.
Oltre alla Copa Lipton e alla Copa Newton, vennero istituite altre due competizioni, con la particolarità di ciascuna di essere ospitata su ogni lato del Río del Plata. La Copa Premier Honor Argentino si tenne a Buenos Aires (si giocò fino al 1920) mentre la Copa Premier Honor Uruguayo (1911-1924) si tenne sempre a Montevideo.
Nel 1910, venne giocata la Copa Centenario Revolución de Mayo, come parte delle celebrazioni per la Rivoluzione di maggio in Argentina. La competizione è nota per essere il primo torneo internazionale del Sud America a cui parteciparono più di due nazioni di calcio. La "Copa Centenario" viene considerata anche un'antenata della Copa América. Le squadre erano l'Argentina (campione), l'Uruguay ed il Cile.
A causa della presenza di tre dei successivi quattro membri fondatori della CONMEBOL, la Copa Centenario Revolución de Mayo è stata talvolta chiamata "la prima Copa América". Tuttavia, la CONMEBOL riconosce il Campeonato Sudamericano de Football 1916 come la prima edizione della competizione.

### Copa América

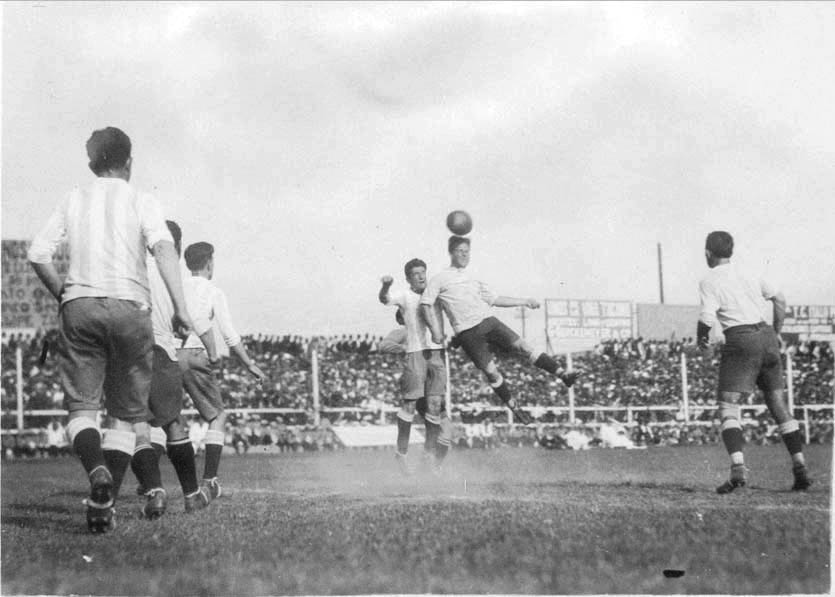
Argentina-Uruguay all'Estadio Nacional in Perù, durante il Sudamericano 1927

Con la CONMEBOL istituita come federazione sportiva in Sud America, la confederazione organizzò la sua prima competizione nel 1916, la prima edizione del "Campeonato Sudamericano de Fútbol" (Campionato sudamericano di calcio), ora noto come "Copa América". Si tenne in Argentina per commemorare il centenario della Dichiarazione d'Indipendenza. La prima partita di Copa América tra Argentina e Uruguay si giocò al Racing Club il 17 luglio 1916. La partita terminò 0-0. L'Uruguay fu il vincitore del primo trofeo continentale. Nonostante la grande storia dell'Argentina e dell'Uruguay nella competizione più importante del Sud America, esse non hanno mai giocato una finale affrontandosi.

### Il "gol olimpico"

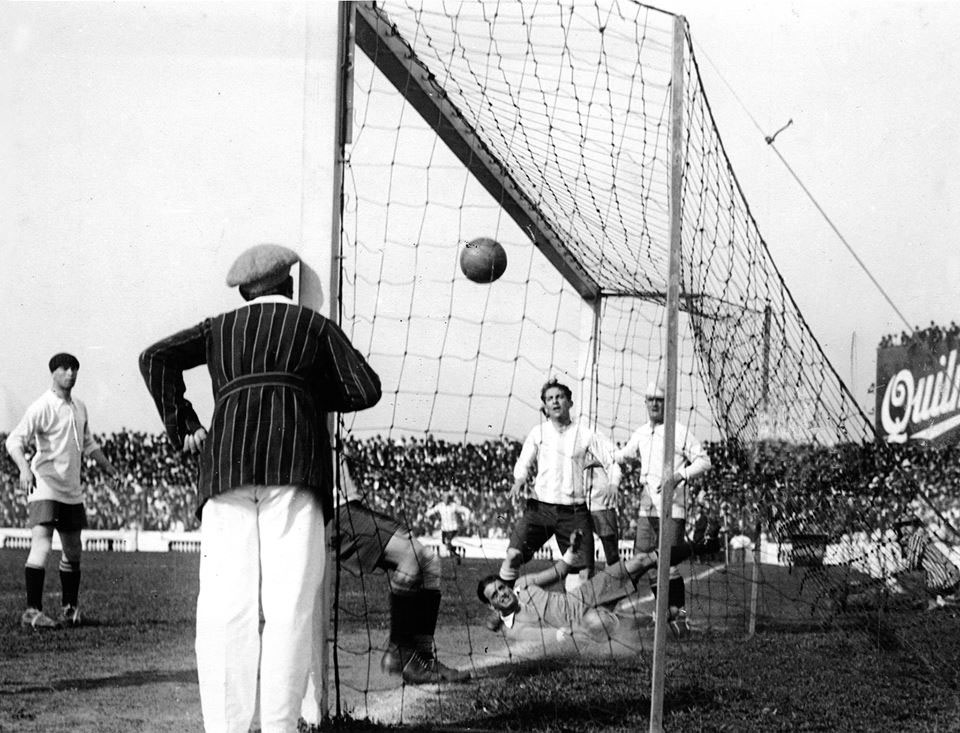
Il pallone, colpito da Cesáreo Onzari, segna una rete per l'Argentina contro l'Uruguay nel 1924. Questo fu il primo gol segnato su calcio d'angolo

Nel 1924, l'Argentina giocò una partita amichevole contro l'Uruguay allo stadio dello Sportivo Barracas. Quando erano stati giocati solo 15 minuti, l'ala Cesáreo Onzari segnò su un calcio d'angolo, senza che nessun altro giocatore avesse toccato la palla prima di segnare. A causa del fatto che l'Uruguay era il campione olimpico, questo gol venne chiamato "Gol Olímpico". Questa denominazione rimane ancora.
Il gol era regolare poiché la FIFA aveva precedentemente regolamentato i gol segnati direttamente dal calcio d'angolo, come fece Onzari durante quella partita. Secondo il quotidiano La Nación, alla partita assistettero 52.000 tifosi, una vittoria per 2-1 dell'Argentina, in cui la squadra uruguaiana lasciò il campo con solo quattro minuti per giocare. I giocatori argentini si lamentarono poi del gioco rude degli uruguaiani durante la partita, mentre i loro rivali si lamentarono anche dell'aggressività degli spettatori locali, che gli avevano lanciato contro bottiglie alla fine della partita.

### Le olimpiadi del 1928

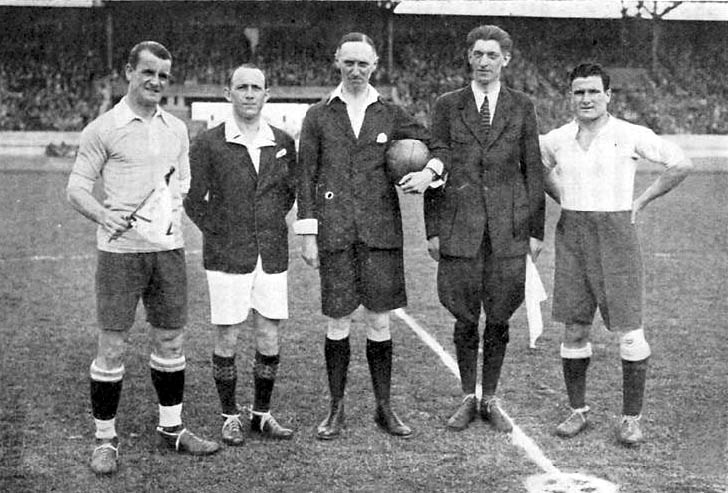
I capitani di Uruguay-Argentina captains, l'arbitro Johannes Mutters e i guardalinee prima della finale delle Olimpiadi del 1928

Le Olimpiadi del 1928 videro la prima partita di Argentina e Uruguay giocata al di fuori del Sud America. In finale gli uruguaiani affrontarono l'Argentina che aveva battuto l'Egitto, una squadra che ora si piegherebbe come un castello di carte; chiaramente fuori dal loro campo contro avversari più sofisticati, subendo 6 gol dall'Argentina e ben undici dall'Italia nella partita della medaglia di bronzo. L'Argentina arrivò in finale dopo aver battuto gli Stati Uniti 11–2, il Belgio 6–3 e l'Egitto 6– 0, mentre l'Uruguay aveva sconfitto Paesi Bassi, Germania e Italia nei turni precedenti. L'interesse fu immenso, con gli olandesi che ricevettero 250.000 richieste di biglietti da tutta Europa.
La prima partita (frequentata da 28.253 spettatori) terminò 1-1. Il pareggio portò alla ripetizione della partita. Con il gol della vittoria di Héctor Scarone, l'Uruguay vinse la ripetizione, conquistando anche la seconda medaglia d'oro consecutiva, con 28.113 spettatori allo stadio.
Dopo le finali, i giocatori di entrambe le squadre non parlarono. Il cantante di tango Carlos Gardel invitò giocatori argentini e uruguaiani a uno spettacolo nel cabaret "El Garrón", a Parigi. I suoi sforzi per raggiungere una riconciliazione tra le due parti non ebbero successo, dato che argentini ed uruguaiani scatenarono una rissa durante lo spettacolo.
(Il giocatore argentino Raimundo Orsi, parlando della rissa al cabaret.)

### La Coppa del Mondo

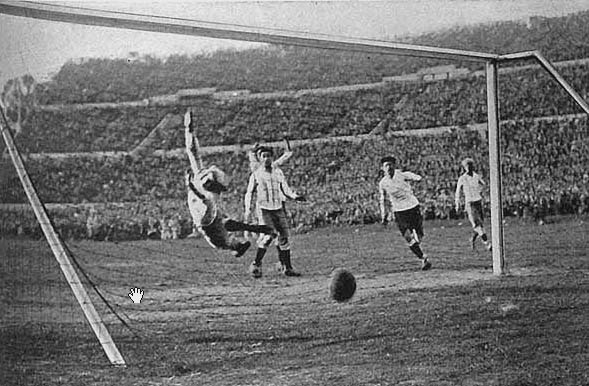
Il quarto goal dell'Uruguay, segnato dall'attaccante Héctor Castro nella finale del 1930

Nel 1930 l'Uruguay organizzò la prima Coppa del Mondo FIFA. Come due anni prima alle Olimpiadi, Argentina e Uruguay giocarono la finale, tenutasi all'Estadio Centenario di Montevideo. L'Argentina aveva precedentemente sconfitto Francia, Messico, Cile e gli Stati Uniti, mentre l'Uruguay aveva battuto Perù, Romania e Jugoslavia. Entrambe le squadre batterono Stati Uniti e Jugoslavia con lo stesso punteggio (6-1) in semifinale.

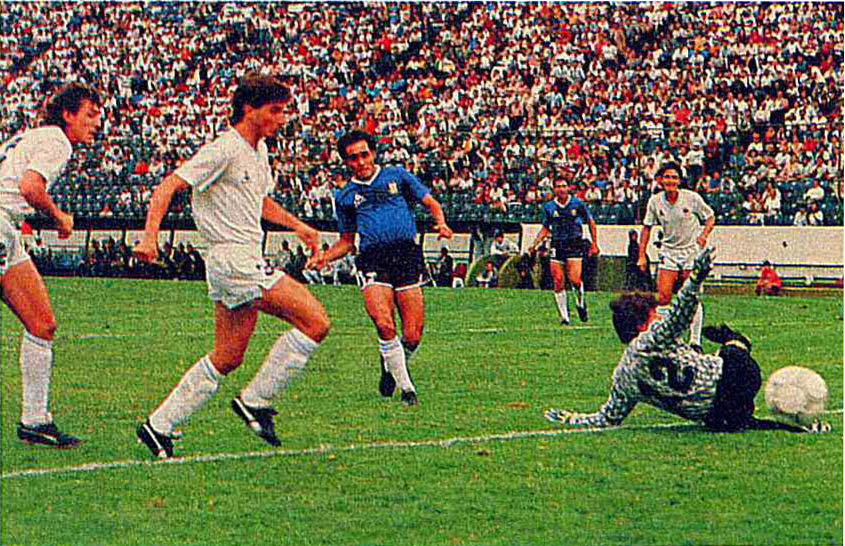
Pasculli segna contro l'Uruguay nella Coppa del Mondo 1986

La finale si concluse 4-2 per l'Uruguay dopo aver perso 2-1 nel primo tempo, aggiungendo il titolo di vincitori della Coppa del Mondo al loro status di campioni olimpici. Jules Rimet, presidente della FIFA, consegnò alla squadra uruguaiana il Trofeo della Coppa del Mondo, che in seguito gli venne intitolato. Il giorno seguente venne dichiarato festa nazionale in Uruguay; nella capitale argentina Buenos Aires una folla lanciò pietre contro il consolato uruguaiano.
L'ultimo giocatore in vita della finale, Francisco Varallo (che giocò come attaccante per l'Argentina), morì il 30 agosto 2010 all'età di 100 anni.
La seconda volta che l'Argentina e l'Uruguay s'incontrarono in una Coppa del Mondo fu nel 1986, quando l'Argentina batté l'Uruguay 1-0 agli ottavi di finale, con gol di Pedro Pasculli. La squadra di Carlos Bilardo eliminò la formazione uruguaiana, passando alla fase successiva. L'Argentina avrebbe poi vinto il suo secondo titolo mondiale battendo la Germania 3-2 in finale.

## Partite
Aggiornato al 18 giugno 2021
| Competizione                        | Partite | Vittorie Arg. | Pareggi | Vittorie Uru. | Gol Arg. | Gol Uru. |
| ----------------------------------- | ------- | ------------- | ------- | ------------- | -------- | -------- |
| Coppa del Mondo FIFA                | 2       | 1             | 0       | 1             | 3        | 4        |
| Qualificazioni alla Coppa del Mondo | 12      | 6             | 4       | 2             | 16       | 9        |
| Copa América                        | 32      | 15            | 4       | 13            | 43       | 36       |
| Olimpiadi                           | 2       | 0             | 1       | 1             | 2        | 3        |
| Subtotale                           | 48      | 22            | 9       | 17            | 61       | 49       |
| Amichevoli                          | 150     | 68            | 40      | 42            | 265      | 185      |
| Totale                              | 198     | 90            | 49      | 59            | 326      | 234      |

## Palmares

### Competizioni ufficiali
| Competizione                       | Vittorie Arg. | Vittorie Uru. |
| ---------------------------------- | ------------- | ------------- |
| FIFA World Cup                     | 3             | 2             |
| Copa América                       | 15            | 15            |
| FIFA Confederations Cup            | 1             | 0             |
| Medaglie d'oro olimpiche           | 2             | 2             |
| Coppa d'Oro dei Campioni del Mondo | 0             | 1             |
| Totale                             | 21            | 20            |

### Competizioni amichevoli
| Competizione         | Vittorie Arg. | Vittorie Uru. |
| -------------------- | ------------- | ------------- |
| Copa Lipton          | 18            | 11            |
| Copa Newton          | 17            | 11            |
| Copa Honor Arg.      | 7             | 3             |
| Copa Honor Uru.      | 5             | 8             |
| Copa Mignaburu       | 5             | 0             |
| Copa Rivadavia Gómez | 3             | 2             |
| Total                | 56            | 36            |

## Club
A livello di club, le squadre argentine e uruguaiane hanno avuto una forte rivalità, dal momento che la prima competizione internazionale a Rio de la Plata, la Tie Cup, si disputò nel 1900. Altre competizioni giocate da squadre di entrambe le federazioni includono la Copa de Honor Cousenier (1905–20) e la Copa Aldao, disputata per la prima volta nel 1913. Giocata (sebbene irregolarmente) fino al 1955, la Copa Aldao è oggi considerata il primo trampolino di lancio nella creazione della Copa Libertadores nel 1960. Inoltre, nel 2015 un articolo della CONMEBOL descriveva la Copa Aldao come la prima coppa internazionale ufficiale di calcio professionistico in Sud America.
Nei primi anni di calcio nel Río de la Plata, alcune delle squadre più forti in Argentina erano il Rosario AC, il Belgrano AC o l'Alumni, che giocarono partite memorabili contro le squadre uruguaiane CURCC, Montevideo Wanderers e Nacional.
I club argentini hanno vinto il maggior numero di titoli in Sud America, con un totale di 97 campionati dal 1900 ad oggi. La competizione più importante del Sud America, la Copa Libertadores, è stata vinta dalle squadre argentine 24 volte da sette club diversi, mentre i club uruguaiani hanno vinto la competizione 8 volte (con solo Peñarol e Nacional come squadre vincitrici). L'ultimo titolo vinto da un club uruguaiano è stato la Copa Interamericana del 1989, quando il Nacional batté l'Honduras Olimpia 5-1 nel punteggio complessivo.

### Palmares
La tabella seguente mette a confronto i titoli vinti dai club argentini e uruguaiani dalla prima competizione internazionale ufficiale nel 1905:
| Competizione                              | Vittorie Arg. | Vittorie Uru. |
| ----------------------------------------- | ------------- | ------------- |
| Coppa Intercontinentale                   | 9             | 6             |
| Copa Libertadores                         | 25            | 8             |
| Copa Sudamericana                         | 8             | 0             |
| Suruga Bank Championship                  | 2             | 0             |
| Copa Conmebol                             | 3             | 0             |
| Copa Mercosur                             | 1             | 0             |
| Supercopa Sudamericana                    | 6             | 0             |
| Recopa Sudamericana                       | 8             | 1             |
| Copa Interamericana                       | 7             | 2             |
| Supercopa João Havelange                  | 6             | 0             |
| Copa Nicolás Leoz                         | 1             | 0             |
| Copa Master de Supercopa                  | 1             | 0             |
| Supercoppa dei Campioni Intercontinentali | 0             | 1             |
| Tie Cup                                   | 13            | 6             |
| Copa de Honor Cousenier                   | 4             | 9             |
| Copa Aldao                                | 10            | 4             |
| Totale                                    | 103           | 37            |

### Finali tra club nelle competizioni sudamericane
| Competizione             | Nazione   | Vincitore        | Finalista         | Risultato     |
| ------------------------ | --------- | ---------------- | ----------------- | ------------- |
| Coppa Libertadores 1964  | Argentina | Independiente    | Nacional          | 0–0, 1–0      |
| Coppa Libertadores 1965  | Argentina | Independiente    | Peñarol           | 1–0, 1–3, 4–1 |
| Coppa Libertadores 1966  | Uruguay   | Peñarol          | River Plate       | 2–0, 2–3, 4–2 |
| Coppa Libertadores 1967  | Argentina | Racing Club      | Nacional          | 0–0, 0–0, 2–1 |
| Coppa Libertadores 1969  | Argentina | Estudiantes (LP) | Nacional          | 1–0, 2–0      |
| Coppa Libertadores 1970  | Argentina | Estudiantes (LP) | Peñarol           | 1–0, 0–0      |
| Coppa Libertadores 1971  | Uruguay   | Nacional         | Estudiantes (LP)  | 0–1, 1–0, 2–0 |
| Coppa Libertadores 1988  | Uruguay   | Nacional         | Newell's Old Boys | 0–1, 3–0      |
| Recopa Sudamericana 1989 | Uruguay   | Nacional         | Racing Club       | 1–0, 0–0      |